# Cavités souterraines de l'hôtel Hervé
Les Cavités souterraines de l'hôtel Hervé sont un réseau de galeries souterraines situées sur la commune de Cuon dans le département français de Maine-et-Loire et classé site Natura 2000 comme site d'intérêt communautaire (SIC) en raison de leur population de chauves-souris.

## Statut
Le site est classé Natura 2000 sous le numéro no FR5200634.

## Description
Les Cavités souterraines de l'Hôtel Hervé  sont des anciennes carrières souterraines de tuffeau.

## Faune
Les Cavités souterraines de l'Hôtel Hervé sont considérées comme parmi les sites importants pour l'hibernation des chauves-souris de Maine-et-Loire.
Elles hébergent notamment des populations de Vespertilion à oreilles échancrées, de Grand murin, de Grand rhinolophe, de Petit rhinolophe, de Barbastelle d'Europe et de Vespertilion de Bechstein (pour moins de 2 % de la population totale française).